# ГЕС Уругва-ї
ГЕС Уругва-ї (ісп. Represa de Urugua-í) — гідроелектростанція в північній Аргентині в провінції Місьйонес. Використовує ресурс річки Уругва-ї, лівої притоки Парани.
У межах проекту річку перекрили греблю з ущільненого котком бетону висотою 76 метрів та довжиною 665 метрів, яка потребувала 600 тис. м3 матеріалу. Вона утримує витягнуте по долині річки на 35 км водосховище з площею поверхні 88,4 км2, глибиною від 14 до 69 метрів та об'ємом 1193 млн м3.
Від сховища до машинного залу прокладено дериваційний тунель довжиною 1 км, який прямує під лівобережним гірським масивом та на завершальному етапі сполучений з надземним балансувальним резервуаром баштового типу.
Основне обладнання станції становлять дві турбіни типу Френсіс загальною потужністю 116 МВт, які при напорі у 84 метри забезпечують виробництво 355 млн кВт-год електроенергії на рік.